# 卡斯塔涅托波
卡斯塔涅托波（意大利语：Castagneto Po），是意大利北部皮埃蒙特大区都灵省的一个市镇。总面积11.5平方公里，总人口1820，人口密度158.3人/平方公里（2010年12月31日）。